# حسان عمراوي
حسان عمراوي (1969 -) هو فنان تشكيلي جزائري.شارك الرسام في معارض في الجزائر وفي تونس ومنها شدّ الرحال إلى كندا؛ حيث يعيش منذ سنوات.